# Аделунг, Юрий Николаевич
Ю́рий (Гео́ргий) Никола́евич А́делунг (3 апреля 1945 — 6 января 1993) — российский поэт, бард

, по профессии — геолог и альпинист.

## Биография
Юрий (Георгий) Аделунг родился 3 апреля 1945 года в Москве. Потомок немца-эмигранта Ф. П. Аделунга.
В 1966 году окончил три курса московского института инженеров железнодорожного транспорта. Работал геологом и промышленным альпинистом.
С 1962 года начал писать песни на собственные стихи. Был близок к авторам, входившим в объединение «Первый круг», — Бережкову, Мирзаяну, В 1974 году он написал песню «Мы с тобой давно уже не те», впоследствии ставшую одним из гимнов клубов самодеятельной песни. Песня получила широкую известность среди геологов и туристов. В 1960—1970-е годы Аделунг активно участвовал в слётах КСП, занимался альпинизмом и геологией, совершал сплавы на плотах. Всего написал около ста стихов и песен.
Погиб 6 января 1993 года в Москве при проведении работ на высотном здании. Похоронен на Ваганьковском кладбище. Могила за белым зданием колумбария, у дороги (25 уч.).